# Skitno
Skitno (deutsch Skitten) ist ein Ort in der polnischen Woiwodschaft Ermland-Masuren. Er gehört zur Gmina Bartoszyce (Landgemeinde Bartenstein) im Powiat Bartoszycki (Kreis Bartenstein (Ostpr.)).

## Geographische Lage
Skitno liegt in der nördlichen Mitte der Woiwodschaft Ermland-Masuren, 20 Kilometer südlich der früheren und heute auf russischem Hoheitsgebiet gelegenen Kreisstadt Friedland (russisch Prawdinsk) bzw. fünf Kilometer nördlich der heutigen Kreismetropole Bartoszyce (deutsch Bartenstein).

## Geschichte
Das vor 1414 gegründete Tuskitten hieß nach 1414 Taschitten, nach 1616 Sckitten und erst nach 1785 Skitten. Als 1874 der Amtsbezirk Liesken (polnisch Liski) im ostpreußischen Kreis Friedland (ab 1927: Kreis Bartenstein) errichtet wurde, gehörte Skitten von Anfang an bis 1945 dazu.
Im Jahre 1910 waren in Skitten 265 Einwohner registriert. Ihre Zahl stieg bis 1933 auf 306 und belief sich 1939 auf 315.
1945 wurde in Kriegsfolge das gesamte südliche Ostpreußen an Polen abgetreten. Skitten erhielt die polnische Namensform „Skitno“ und ist heute eine Ortschaft innerhalb der Landgemeinde Bartoszyce (Bartenstein) im Powiat Bartoszycki (Kreis Bartenstein), von 1975 bis 1998 der Woiwodschaft Olsztyn, seither der Woiwodschaft Ermland-Masuren zugehörig.

## Religion

### Christentum
Bis 1945 war Skitten in die evangelische Johanniskirche in Bartenstein (Bartoszyce) in der Kirchenprovinz Ostpreußen der Kirche der Altpreußischen Union, außerdem in die römisch-katholische Kirche St. Bruno in der Kreisstadt im damaligen Bistum Ermland eingepfarrt.
Heute gehört Skitno katholischerseits weiterhin zu Bartoszyce – jetzt im Erzbistum Ermland gelegen. Auch evangelischerseits besteht weiterhin der Bezug zu Bartoszyce, wobei die Kirche jetzt eine Filialkirche der Johanneskirche in Kętrzyn (Rastenburg) in der Diözese Masuren der Evangelisch-Augsburgischen Kirche in Polen ist.

## Verkehr
Skitno liegt  zwei Kilometer östlich der Woiwodschaftsstraße 512 (frühere deutsche Reichsstraße 142) und ist von Parkoszewo (Perkau) aus über Przewarszyty (Prauerschitten) zu erreichen.
Von 1911 bis 1945 war Skitten Bahnstation an der Bahnstrecke Wehlau–Friedland–Bartenstein–Heilsberg. Sie wurde 1945 aufgegeben und fast restlos abgebaut, wobei die Schienen an die Sowjetunion abgegeben wurden. Heute besteht kein Bahnanschluss mehr.